# Samuel Sánchez
Samuel Sánchez González (* 5. Februar 1978 in Oviedo, Asturien) ist ein ehemaliger spanischer Radrennfahrer. Er galt als einer der besten Abfahrer im Straßenradsport. Sein größter Erfolg war der Sieg im olympischen Straßenrennen der Olympischen Spiele 2008 in Peking. Zum Ende seiner Karriere wurde er wegen Dopings gesperrt.

## Karriere
Nachdem der gebürtige Asturier Sánchez für die baskische Nachwuchsmannschaft Olarra Erkoreka des Euskaltel-Teamchef Miguel Madariaga fuhr, wechselte er im Jahr 2000 zum UCI ProTeam Euskaltel-Euskadi, welches bis zu Beginn der Saison 2013 nur Fahrer beschäftigte, die eine besondere Beziehung zum Baskenland hatten. Sánchez blieb bei diesem Team bis zu dessen Auflösung und wechselte im Jahr 2014 zum BMC Racing Team.
Den bisher größten Erfolg seiner Karriere erzielte Sánchez mit dem Sieg beim Straßenrennen der Olympischen Spiele 2008 in Peking, als er auf einem bergigen Rundkurs den Sprint einer sechsköpfigen Spitzengruppe gewann. Auch bei anderen Eintagesrennen war er erfolgreich: So konnte er u. a. 2006, nachdem er bei den Straßenweltmeisterschaften als Helfer von Alejandro Valverde Vierter im Sprint des Feldes wurde, das UCI-ProTour-Rennen Meisterschaft von Zürich im Alleingang für sich entscheiden. Nachdem er beim letzten Rennen der Serie, dem Klassiker Lombardei-Rundfahrt, den zweiten Platz belegte, schloss er auch die Einzelwertung der ProTour 2006 auf Rang zwei ab.
Bei den „Grand Tours“ konnte sich Sánchez sechsmal unter den ersten zehn platzieren:
Er wurde Siebter der Tour de France 2008, Zweiter 2010 und Fünfter 2011. 2011 gewann er die zwölfte Etappe, nachdem er auf der Abfahrt vom Col de Tourmalet zu einer Verfolgergruppe um seinen Teamkollegen Rubén Pérez aufschloss. Am Schlussanstieg schüttelte er nach Luz Ardiden seine Begleiter, bis auf Jelle Vanendert, ab und überholte gemeinsam mit diesem die letzten beiden Ausreißer Jérémy Roy und Geraint Thomas. Sánchez forcierte das Tempo und distanzierte Vanendert und Schleck. Er übernahm das Gepunktete Trikot des Führenden in der Bergwertung, die er am Ende der Rundfahrt für sich entschied. Während der achten Etappe der Tour de France 2012 stürzte er und musste das Rennen verletzt aufgeben.
Vergleichbare Platzierungen gelangen ihm bei der Vuelta a España. Er wurde 2006 Siebter, 2007 Dritter und 2009 Zweiter. Seinen bedeutendsten Sieg bei einem Etappenrennen gelang mit dem Gesamtsieg der Baskenland-Rundfahrt 2012, bei der er auch zwei Tagesabschnitte gewann.
Bei einer Dopingkontrolle außerhalb eines Wettkampf am 9. August 2017 wurde Sánchez positiv auf das Wachstumshormon GHRP-2 getestet und daraufhin von seiner Mannschaft aus dem Aufgebot für die Vuelta a España 2017 gestrichen. Er bezeichnete das Ergebnis als Überraschung für ihn und beantragte die Öffnung der B-Probe. Nachdem im Oktober 2017 bekannt wurde, dass die B-Probe das Ergebnis bestätigte, kündigte das BMC-Team das Vertragsverhältnis zu Sánchez. Im Mai 2019 gab die Union Cycliste Internationale bekannt, dass Sánchez rückwirkend für zwei Jahre gesperrt wurde, so dass die Sperre nach dem 16. August 2019 ablaufen würde.

## Erfolge
| 2004 - Escalada a Montjuïc 2005 - eine Etappe Vuelta a España - Escalada a Montjuïc 2006 - Züri Metzgete - eine Etappe Vuelta a España - zwei Etappen Vuelta al País Vasco - eine Etappe Vuelta a Asturias - Einzelwertung UCI ProTour 2007 - eine Etappe Vuelta al País Vasco - eine Etappe Volta a Catalunya - drei Etappen Vuelta a España 2008 - Olympisches Straßenrennen 2009 - GP Llodio | 2010 - eine Etappe Vuelta al País Vasco - Klasika Primavera - Gesamtwertung und zwei Etappen Burgos-Rundfahrt 2011 - GP Miguel Induráin - eine Etappe Vuelta al País Vasco - eine Etappe und Bergwertung Tour de France - eine Etappe Burgos-Rundfahrt 2012 - eine Etappe Volta a Catalunya - Gesamtwertung und zwei Etappen Vuelta al País Vasco 2013 - eine Etappe Critérium du Dauphiné 2015 - Mannschaftszeitfahren Critérium du Dauphiné - Mannschaftszeitfahren Tour de France - Mannschaftszeitfahren Vuelta a España 2016 - eine Etappe Vuelta al País Vasco 2017 - Mannschaftszeitfahren Katalonien-Rundfahrt |

## Grand-Tour-Platzierungen
| Grand Tour            | 2002 | 2003 | 2004 | 2005 | 2006 | 2007 | 2008 | 2009 | 2010 | 2011 | 2012 | 2013 | 2014 | 2015 | 2016 | 2017 |
| --------------------- | ---- | ---- | ---- | ---- | ---- | ---- | ---- | ---- | ---- | ---- | ---- | ---- | ---- | ---- | ---- | ---- |
| Giro d’ItaliaGiro     | –    | –    | –    | 17   | –    | –    | –    | –    | –    | –    | –    | 12   | 24   | –    | –    | –    |
| Tour de FranceTour    | DNF  | DNF  | –    | –    | –    | –    | 7    | –    | 2    | 5    | WD   | –    | –    | 12   | –    | –    |
| Vuelta a EspañaVuelta | –    | –    | –    | 10   | 7    | 3    | –    | 2    | –    | –    | –    | 8    | 6    | DNF  | DNF  | –    |